# Luís Augusto, Príncipe de Dombes
Luís Augusto de Bourbon, príncipe de Dombes (Louis Auguste de Bourbon; Versalhes, 4 de março de 1700 – Fontainebleau, 1 de outubro de 1755) foi um príncipe francês, membro da Casa de Bourbon e, neto do rei Luís XIV de França. Era filho de Luís Augusto, Duque de Maine e de Luísa Benedita de Bourbon.

## Biografia
Nascido no Palácio de Versalhes em 4 de março de 1700, Luís Augusto era o filho mais velho de Luís Augusto, Duque de Maine, filho ilegítimo nascido da relação entre o rei francês Luís XIV e Madame de Montespan, e de Luísa Benedita de Bourbon, neta do célebre general francês Luís, Grande Condé. Sua mãe era filha de Ana Henriqueta da Bavaria, uma neta de Isabel Stuart, o que fazia com que Luís Augusto descendesse da família real inglesa por parte da mãe.
Seguiu a carreira militar, ele serviu sob o comando do renomado comandante militar, o príncipe Eugênio de Saboia, na guerra Austro-Turca (1716-1718). Luís Augusto também participou de batalhas da Guerra de Sucessão da Polônia (1733–1738) e na Guerra de Sucessão Austríaca (1740–1748).
Luís Augusto nunca se casou e nem teve filhos. Foi discutido no início da década de 1720 um possível casamento entre ele e sua prima Carlota Aglaé de Orleães, filha do regente Filipe II, Duque d'Orleães, mas a orgulhosa Carlota Aglaé recusou, devido ao baixo estatuto do príncipe e sua conhecida homossexualidade.
Ele faleceu em 1 de outubro de 1755 no Palácio de Fontainebleau aos cinquenta e cinco anos. Seu irmão mais novo, Luís Carlos, Conde d'Eu, foi seu único herdeiro.

## Honras
- Cavaleiro da Ordem do Espírito Santo.